# Andrea Dossena
Andrea Dossena (Lodi, 11 september 1981) is een Italiaanse profvoetballer die bij voorkeur als linksback speelt. Hij speelde als laatst in Italië bij Piacenza. Dossena debuteerde in 2007 in het Italiaans voetbalelftal. Sinds 2017 zit hij zonder club.

## Clubcarrière

### Begin carrière
Dossena begon zijn voetbalcarrière bij Hellas Verona als jeugdspeler. Daar speelde hij vier seizoenen als betaald voetballer, totdat hij in 2005 naar Udinese vertrok. Deze verhuurden hem eerst een jaar aan Treviso. In het seizoen 2006/2007 kwam hij vervolgens terug bij Udinese, hier kreeg hij rugnummer 8 toegewezen en maakte hij in twee seizoenen 63 optredens in de Serie A.

### Liverpool
Op 4 juli 2008 maakte Liverpool bekend dat Dossena een vierjarig contract bij de Engelse club zou tekenen, de transfersom werd niet bekendgemaakt maar naar verluidt ging het om een bedrag van 7 miljoen pond. Hij werd gehaald als directe vervanging van John Arne Riise die naar AS Roma was vertrokken. Bij Liverpool moest de Italiaan de concurrentie aangaan met de Braziliaan Fábio Aurélio. Zijn debuut voor Liverpool, maakte hij op 16 augustus 2008 tegen Sunderland. Het begin van zijn carrière bij Liverpool verliep stroef, tegenover The Guardian verklaarde hij:"I am not fully happy with my level. I must now get to a high level and maintain that, but first I have to battle to win selection. I am learning all the time." Ook in het vervolg van zijn carrière bij Liverpool wist hij niet te imponeren. In november kreeg hij echter meer kansen omdat Fabio Aurelio langdurig geblesseerd raakte. Toen Fabio Aurelio terugkeerde raakte Dossena zijn basisplaats weer kwijt. Dit had ook te maken met de opkomst van de jonge Emiliano Insúa.
Zijn eerste goal maakte Dossena op 10 maart 2009 in de Champions League-wedstrijd tegen Real Madrid. Vier dagen later scoorde hij zijn eerste competitiedoelpunt voor Liverpool in de uitwedstrijd tegen Manchester United welke resulteerde in een 4-1-overwinning. In beide wedstrijden was hij als invaller binnen de lijnen gekomen. Uiteindelijk kwam hij in zijn eerste seizoen tot 16 competitieoptredens.
Met de aanvang van het volgende seizoen raakte hij zijn rugnummer 2 kwijt aan de nieuwe aanwinst Glen Johnson, zelf kreeg hij nummer 38 toebedeeld. Tijdens de zomerstop kwam er interesse op gang van Napoli maar zij hikten tegen een te hoge transfersom aan. In het seizoen 2009/10 kwam Dossena tot slechts twee optredens waarna Napoli Dossena in de winterstop alsnog overnam in januari 2010, nadat Liverpool was gezakt met haar vraagprijs.

### Napoli
Bij Napoli tekende Dossena een contract voor vier seizoenen. Met de overgang ging een bedrag van ongeveer vijf miljoen euro gepaard. De verdediger hoopt bij deze club een basisplaats te veroveren en genoeg indruk te maken om met Italië naar het Wereldkampioenschap te mogen.

### Sunderland AFC
Vanaf het seizoen 2013-2014 komt Dossena uit voor Sunderland AFC.

## Interlandcarrière
Zijn interlanddebuut maakte Dossena op 17 oktober 2007 tijdens een vriendschappelijke wedstrijd tegen Zuid-Afrika. Hij viel in dat duel na 63 minuten in voor Alessandro Gamberini. Italië won het oefenduel met 2-0 door twee treffers van Cristiano Lucarelli.

## Statistieken
| seizoen | club          | land     | competitie     | wed. | goals |
| ------- | ------------- | -------- | -------------- | ---- | ----- |
| 2001/02 | Verona        | Italië   | Serie A        | 2    | 0     |
| 2002/03 | Verona        | Italië   | Serie B        | 21   | 1     |
| 2003/04 | Verona        | Italië   | Serie B        | 37   | 1     |
| 2004/05 | Verona        | Italië   | Serie B        | 39   | 1     |
| 2005/06 | → Treviso     | Italië   | Serie A        | 21   | 0     |
| 2006/07 | Udinese       | Italië   | Serie A        | 28   | 0     |
| 2007/08 | Udinese       | Italië   | Serie A        | 35   | 2     |
| 2008/09 | Liverpool     | Engeland | Premier League | 16   | 1     |
| 2009/10 | Liverpool     | Engeland | Premier League | 2    | 0     |
| 2009/10 | Napoli        | Italië   | Serie A        | 10   | 0     |
| 2010/11 | Napoli        | Italië   | Serie A        | 33   | 1     |
| 2011/12 | Napoli        | Italië   | Serie A        | 33   | 2     |
| 2012/13 | Napoli        | Italië   | Serie A        | 7    | 0     |
| 2012/13 | → Palermo     | Italië   | Serie A        | 11   | 0     |
| 2013/14 | Sunderland    | Engeland | Premier League | 7    | 0     |
| 2014/15 | Leyton Oriënt | Engeland | League One     | 0    | 0     |

*Bijgewerkt tot en met 6 november 2014

## Erelijst
SSC Napoli
- Coppa Italia

2012